# 8 Out of 10 Cats Does Countdown
8 Out of 10 Cats Does Countdown er et britisk hybrid komedie quizshow på Channel 4. Det er en blanding af gameshowene 8 Out of 10 Cats og Countdown. Showet har samme format som Countdown, men værterne og deltagerne er fra 8 Out of 10 Cats, og har stor vægt på humor, som det ses i 8 Out of 10 Cats.
Værten er Jimmy Carr mens holdkaptajnerne er Jon Richardson og Sean Lock indtil sin død i 2021. Siden har "Seans" hold haft en gæstekaptajn. De øvrige medvirkende er hovedsageligt forskellige komikere.
Det første program blev set af 2,49 mio. seere, hvilket gjorde det til Channel 4's næstmest sete program denne uge. Det næste afsnit, der var en del af "Funny Fortnight", havde 1,76 mio. seere, hvilket var 8,3 % af totale seertal. Juleepisoden i 2014 blev set af 1,75 mio., hvilket var 7,6 % af det totale seertal.
I 2014 var 8 Out of 10 Cats Does Countdown nomineret til British Comedy Awards i to kategorier: Best Comedy Panel Programme og Best Comedy Moment of 2014. Sean Lock var også nomineret som Best Male Television Comic, mens Joe Wilkinson var nomineret til Best Comedy Breakthrough Artist.